# КК Машинац
КК Машинац је српски кошаркашки клуб из Краљева. Још један Краљевачки кошаркашки клуб је члан прве лиге, а то је КК Слога. Зато се често за Краљево каже „Српска Болоња“. Најпознатији играч који је потекао из редова Машинца је Ненад Крстић. Кошаркашки клуб Машинац је за врло кратак временски период прошао пут од оснивања до Прве лиге. 
Од 1984. године популарни "Студенти" су били најуспешнији у Регионалној, Другој Српској, Јединственој Српској и Другој лиги, да би две године били чланови Прве лиге. 
Клуб се у сезони 2009/10. такмичио у првој лиги, али су се договорили са ужичком КК Слобода да замене ранг, зато што је клуб био у тешкој финансијског ситуацији, тако да је Машинац прешао у 1. српску лигу и добио новчану надокнаду од 5 милиона динара, а Слобода је прешла у први ранг.